# Robert Fyvolent
Robert Fyvolent (* im 20. Jahrhundert) ist ein US-amerikanischer Anwalt und Berater sowie Filmproduzent.

## Leben
Fyvolent ist als Berater für Globalgate Entertainment tätig. Zuvor war er für verschiedene Produktionsfirmen als Anwalt im Filmbereich tätig. Er studierte an der Tulane University und erhielt seinen Juris Doctor am South Texas College of Law. Er absolvierte einen Filmworkshop an der Tisch School of the Arts.
2008 trat Fyvolent erst- und einmalig als Drehbuchautor in Erscheinung und war als solcher an Untraceable beteiligt.
Gemeinsam mit David Dinerstein gründete Fyvolent die Produktionsfirma Mass Distraction Media. Ein großer künstlerischer Erfolg gelang ihnen mit der Dokumentation Summer of Soul (…Or, When the Revolution Could Not Be Televised) (2021). Mit Regisseur Questlove und dem Produzenten Joseph Patel wurden die beiden bei der Oscarverleihung 2022 mit dem Preis in der Kategorie Bester Dokumentarfilm ausgezeichnet. Seine Premiere erfuhr der Film auf dem Sundance Film Festival 2021. Gezeigt werden bisher nicht veröffentlichte Aufnahmen des Harlem Cultural Festival. Fyvolent und die anderen wurden bei den British Academy Film Awards 2022 mit dem Preis für den Besten Dokumentarfilm ausgezeichnet, ebenso bei den Independent Spirit Awards 2022. Hinzu kommen weitere Nominierungen und Ehrungen.